# Impedancja
Impedancja, impedancja zespolona, Z (od łac. impedimentum, przeszkoda) – wielkość fizyczna charakteryzująca zależność między natężeniem prądu i napięciem w obwodach prądu przemiennego (sinusoidalnie zmiennego).
Impedancja jest uogólnieniem oporu elektrycznego, charakteryzującego tę zależność w obwodach prądu stałego. Impedancja jest wielkością zespoloną. Część rzeczywista impedancji opisuje opór związany z prądem płynącym w fazie zgodnej z przyłożonym napięciem, część urojona – z prądem przesuniętym w fazie, który wyprzedza przyłożone napięcie lub jest opóźniony względem niego.
Uwaga: Czasem skrótowo i błędnie impedancją jest nazywany moduł impedancji, czyli zawada, ale także odwrotnie – impedancja zawadą.

## Związek z napięciem i natężeniem

Impedancja na płaszczyźnie zespolonej

W opisie z użyciem funkcji zespolonych napięcie elektryczne przemienne przedstawia się z użyciem funkcji wykładniczej o argumencie i wartości będącej liczbami zespolonymi. Impedancja jest równa ilorazowi napięcia i natężenia prądu:
{\displaystyle Z(\omega )={\frac {u(\omega ,t)}{i(\omega ,t)}}.}
Przykładowo napięcie można przedstawić jako:
{\displaystyle u(\omega ,t)=u_{0}e^{j\omega t}.}
Pod wpływem napięcia w obwodzie płynie prąd, którego natężenie:
{\displaystyle i(\omega ,t)=i_{1}e^{j(\omega t+\varphi )}=i_{1}e^{j\varphi }e^{j\omega t}=i_{0}e^{j\omega t},}
gdzie:
- {\displaystyle u_{0}} oraz {\displaystyle i_{0}} są amplitudami zespolonymi odpowiednio napięcia i prądu,
- {\displaystyle \varphi } jest przesunięciem fazowym między napięciem a natężeniem prądu.

Impedancja wiąże się z tymi wielkościami:
{\displaystyle Z(\omega )={\frac {u(\omega ,t)}{i(\omega ,t)}}={\frac {u_{0}e^{j\omega t}}{i_{0}e^{j\omega t}}}={\frac {u_{0}}{i_{0}}}={\frac {u_{0}}{i_{1}e^{j\varphi }}}={\frac {u_{0}}{i_{1}}}e^{-j\varphi }=|Z|e^{-j\varphi }=R+jX.}

## Część rzeczywista i urojona
Użycie funkcji zespolonych umożliwia pominięcie części oscylacyjnej funkcji. Z tego względu, że przesunięcie fazowe {\displaystyle \varphi } zależy też od częstotliwości, w ogólności zapisuje się impedancję jako wielkość zależną od częstości kołowej:
{\displaystyle Z(\omega )=|Z|(\omega )e^{j\phi (\omega )}=R(\omega )+jX\,(\omega ).}
Część rzeczywistą impedancji {\displaystyle R} nazywa się rezystancją lub oporem czynnym, odpowiada ona za prąd płynący w fazie z napięciem i moc czynną urządzenia. Część urojoną impedancji nazywa się reaktancją lub oporem biernym, odpowiada za prąd przesunięty względem napięcia o +90° albo o –90° i moc bierną. Faza impedancji {\displaystyle \varphi } ma sens fizyczny przesunięcia fazowego między przyłożonym napięciem a płynącym prądem.

## Moduł impedancji
Moduł impedancji, zwany również zawadą, wyrażony jest wzorem
{\displaystyle |Z|={\sqrt {R^{2}+X^{2}}}.}

## Własności

### Impedancja idealnego rezystora
Impedancja idealnego rezystora jest rzeczywista (ma zerową część urojoną)
{\displaystyle Z_{R}=R.}
O impedancji będącej liczbą rzeczywistą mówi się, że ma charakter rezystywny lub czynny.

### Impedancja kondensatora
Impedancja idealnego kondensatora jest urojona (ma zerową część rzeczywistą) i wyraża się przez
{\displaystyle Z_{C}=-jX_{C}={\frac {1}{j\omega C}}=-j{\frac {1}{\omega C}}.}
Jeżeli reaktancja {\displaystyle X_{C}} jest ujemna, wtedy nazywa się ją kapacytancją, a o impedancji mówi, że ma charakter pojemnościowy.

### Impedancja indukcyjności
Impedancja idealnej indukcyjności jest urojona (ma zerową część rzeczywistą) i wyraża się przez
{\displaystyle Z_{L}=jX_{L}=j\omega L.}
Jeżeli reaktancja {\displaystyle X_{L}} jest dodatnia, nazywa się ją wtedy induktancją, a o impedancji mówi, że ma charakter indukcyjny.

### Łączenie impedancji

Szeregowe połączenie impedancji

Przy obliczaniu impedancji zastępczych postępuje się podobnie jak przy łączeniu rezystorów.
Jeżeli łączone są szeregowo elementy o impedancjach {\displaystyle Z_{1},\dots ,Z_{n},} impedancja zastępcza ma wartość:
{\displaystyle Z_{s}=\sum _{i=1}^{N}Z_{i}.}

Równoległe połączenie impedancji

Jeżeli łączone są równolegle elementy o impedancjach {\displaystyle Z_{1},\dots ,Z_{n},} to impedancja zastępczą określa wzór:
{\displaystyle {\frac {1}{Z_{p}}}=\sum _{i=1}^{n}{\frac {1}{Z_{i}}}.}

## Zastosowanie
Pojęcie impedancji ma duże znaczenie w fizyce, do analizy własności elektrycznych materiałów (spektroskopia impedancyjna). W elektrotechnice i elektronice jest używana przy analizie obwodów prądu przemiennego. Przykładem może być analiza obwodów rezonansowych.

### Szeregowy obwód rezonansowy RLC

Szeregowy układ RLC

Impedancja szeregowo połączonych elementów rezystora {\displaystyle R,} kondensatora {\displaystyle C} i indukcyjności {\displaystyle L} jest sumą impedancji elementów obwodu:
{\displaystyle Z_{sr}=R-j{\frac {1}{\omega C}}+j\omega L=R+j\left(\omega L-{\frac {1}{\omega C}}\right),}
moduł impedancji
{\displaystyle |Z_{sr}|={\sqrt {R^{2}+\left(\omega L-{\frac {1}{\omega C}}\right)^{2}}}.}
Impedancja osiąga minimum o wartości {\displaystyle R} przy częstości równej
{\displaystyle \omega _{r}={\frac {1}{\sqrt {LC}}}.}
Przy tej częstości prąd płynący przez obwód przy danym przyłożonym napięciu osiągnie maksimum (zjawisko rezonansu).

### Równoległy obwód rezonansowy RLC

Równoległy układ RLC

Dla równolegle połączonych elementów rezystora {\displaystyle R,} kondensatora {\displaystyle C} i indukcyjności {\displaystyle L,} odwrotność wypadkowej impedancji jest sumą odwrotności impedancji elementów obwodu:
{\displaystyle {\frac {1}{Z_{rw}}}={\frac {1}{R}}+j\omega C-{\frac {j}{\omega L}}.}
Wzór na moduł impedancji będzie miał postać:
{\displaystyle |Z_{rw}|={\frac {1}{\sqrt {{\frac {1}{R^{2}}}+\left(\omega C-{\frac {1}{\omega L}}\right)^{2}}}}.}
Ze wzoru tego widać, że częstość rezonansowa układu jest taka sama, jak w połączeniu szeregowym, natomiast wartość modułu impedancji osiąga w rezonansie maksimum równe {\displaystyle R.}

## Jednostka
Jednostką zarówno części rzeczywistej, jak i urojonej impedancji w układzie SI jest om.